# 도카치시미즈역
도카치시미즈역(일본어: 十勝清水駅)은 일본 홋카이도 가미카와 군 시미즈정에 있는 홋카이도 여객철도의 역이다. 역 번호는 K24이며, 섬식 승강장 1면 2선 구조를 지닌 지상역이다.

## 역 주변
- 국도 제38호선
- 국도 제274호선
- 도토 자동차도 도카치시미즈 나들목
- 시미즈 정청
- 오비히로 신용금고 · 호쿠요 은행 시미즈 지점

## 역사
- 1907년 9월 8일 : 시미즈역(일본어: 清水駅)으로서 개업.
- 1934년 11월 20일 도카치시미즈역으로 개칭.
- 1987년 4월 1일 : 민영화에 의해, 홋카이도 여객철도로 이관.

## 인접 정차역
| 홋카이도 여객철도 네무로 본선 | 홋카이도 여객철도 네무로 본선 | 홋카이도 여객철도 네무로 본선 |
| ----------------------------- | ----------------------------- | ----------------------------- |
| K23 신토쿠 신토쿠 방면        | 네무로 본선                   | 하오비 K25 구시로 방면        |